# John Bargrave
John Bargrave (1610, Kent – 11. května 1680, Canterbury), byl anglický spisovatel a kanovník Canterburské katedrály.

## Životopis
John Bargrave se narodil v Kentu v roce 1610 jako syn kapitána Johna Bargrave a Jane Crouch. Jeho otec bojoval v anglicko-španělské válce. Vrátil se do farnosti Bridge v Kentu, kde se oženil. Rodina Bargrave byla místní šlechtou, což umožnilo sňatek Johna Bargrave staršího s dcerou londýnského zámožného obchodníka Gilese Croucha, který později postavil impozantní rodinný dům známý jako Bifrons v nedalekém Patrixbourne. John Bargrave mladší, syn Johna Bargrave staršího byl synovcem Isaaca Bargrava, děkana katedrály v Canterbury. V roce 1665 se Bargrave oženil s dobře zajištěnou vdovou Frances Osborne.
John Bargrave byl nejprve vzděláván na Královské škole v Canterbury a poté na St. Peter's College v Cambridge. Na škole se stal knihovníkem a poté v roce 1637 se stal členem koleje. Bargraveův strýc Isaac byl velkým zastáncem monarchie, a tím i Cavaliers, a po vypuknutí anglické občanské války v roce 1642 byl proto uvězněn. Následující rok byl Isaac propuštěn z místa kanovníka a brzy poté zemřel. John Bargrave musel kolej opustit.

## Cesty po Evropě
Poté Bargrave cestoval po evropském kontinentu. V letech 1646 a 1647 byl v Itálii se svým synovcem Johnem Raymondem. V Římě byl v letech 1650, 1655 a 1659–1660 a sledoval zde politické pletky (i když ne v jakékoli oficiální funkci) kolem papežské konkláve z roku 1655.

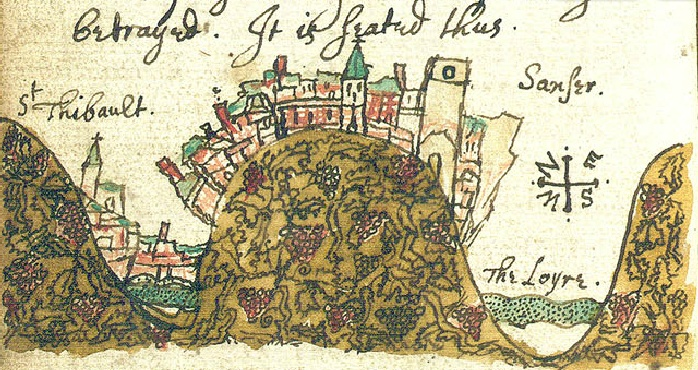
John Bargrave, 1645, detail stránky z ilustrovaného deníku, který zobrazuje francouzské vinařské město Sancerre (na kopci uprostřed), řeku Loiru vpravo a vesnici Saint-Thibault vlevo. Deník je uchován v archivu katedrály v Canterbury.

Na vlastní kůži zažil moc římské inkvizice a byl zasvěcen do dění na papežském dvoře v Římě; poznal katolické kardinály a církevní skandály.

## Později
Po restauraci Stuartovců na anglickém trůnu se vrátil do Kentu a v roce 1662 byl jmenován kanovníkem Canterburské katedrály.
Bezprostředně po tomto povýšení odcestoval s arciděkanem Selleckem na nebezpečnou výpravu, která měla za cíl vykoupit anglické zajatce v Alžíru. Na jejich vykoupení bylo biskupy a duchovenstvem upsáno deset tisíc liber. Úspěšně se vykonal své poslání a zbytek života strávil doma. Dne 11. května 1680 zemřel v Canterbury.

## Spisy
Jediným Bargravovým přínosem pro literaturu je spis zvaný „Pope Alexander the Seventh and the College of Cardinals (Papež Alexandr VII. a kardinálský sbor)“, původně napsaný v roce 1660. John Bargrave ho sepsal v Římě a původně nebyl určen k publikaci.
Práce sestává z útržků vybraných ze tří současných italských publikací: "La Giusta Statura de'Porporati", "Il Nipotismo di Roma" a "Il Cardinalismo di Santa Chiesa".
Bargraveovo dílo upravil James Craigie Robertson pro společnost "Camden Society" v roce 1867 podle zápisků Johna Bargrava doplněné katalogem kuriozit, které Bargrave získal na svých cestách. Jeho kabinet kuriozit, doplněný jezdeckými botami a miniaturou jeho a jeho mladých přátel Raymonda a Alexandra Chapmana od malíře Matteo Bolgniniho, je stále v katedrální knihovně v Canterbury.